# نادي كوت دي أور
نادي كوت دي أور لكرة القدم هو نادي كرة قدم من سيشل.

## الإنجازات
- دوري سيشل الدرجة الأولى: 1

2013

## المشاركة في البطولات الأفريقية
- دوري أبطال أفريقيا: مشاركة وحيدة

2014 - الدور التمهيدي
- كأس الاتحاد الكونفدرالي الأفريقي: مشاركة وحيدة

2015 - الدور التمهيدي